# Isabellinischer Stil

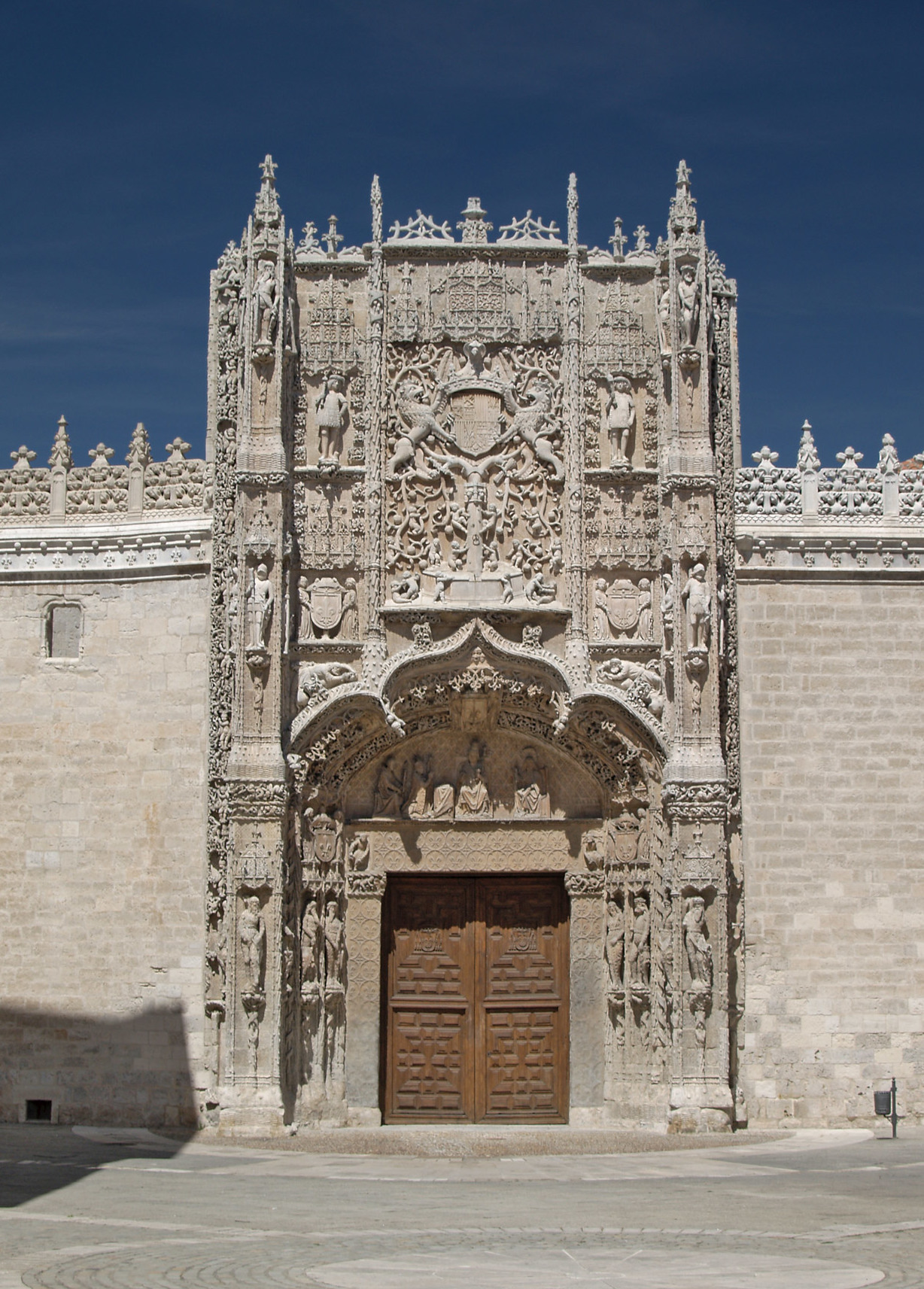
Fassade des Colegio San Gregorio, Valladolid

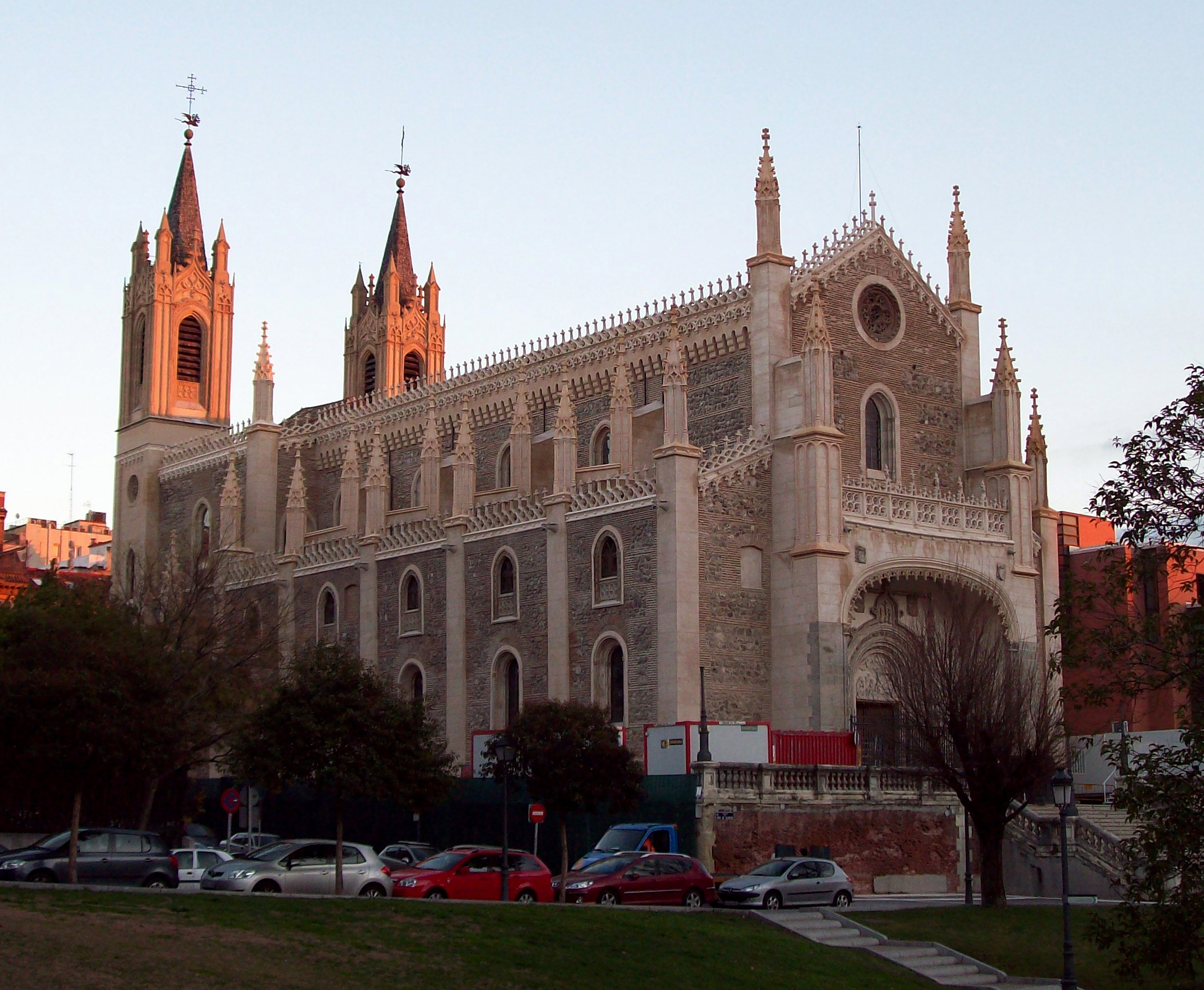
San Jeronimo el Real, Madrid

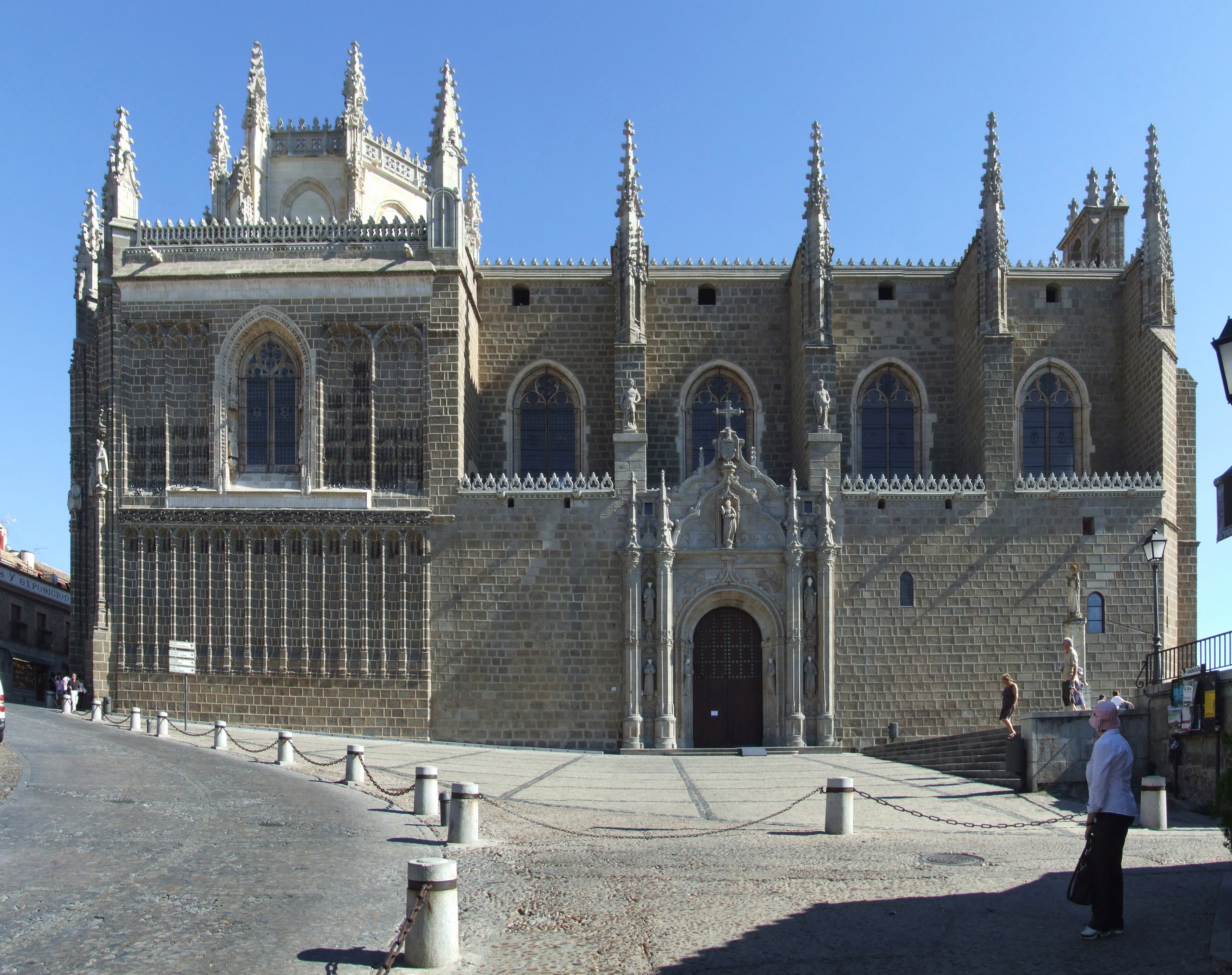
Fassade des Klosters San Juan des los Reyes, Toledo

Unter dem Begriff Isabellinischer Stil (auch Isabellinische Gotik) werden in der Architektur Spaniens Gebäude oder Gebäudeteile aus der Regierungszeit der Katholischen Könige (Isabella von Kastilien (reg. 1474–1504) und Ferdinand von Aragón (reg. 1479–1516)) zusammengefasst. Er entwickelte sich aus  der spanischen Form des Flamboyant-Stils, der manchmal als Florido-Stil bezeichnet wird. Der Isabellinische Stil gilt als eklektizistischer Mischstil und als Übergangsstil zwischen der Spätgotik und der Renaissance; manche sehen in ihm auch eine Frühphase des plateresken Stils.

## Architektur und Bauornamentik
Eine charakteristische isabellinische Architektur sind Elemente der Bauornamentik, an denen sich das Eigentümliche des Stils am besten festmachen lässt. Hier sind vor allem die häufige Verwendung von Flamboyant-Formen aus der flämischen Spätgotik, von Kielbögen und gezackten Bogenformen, z. T. mit Abhänglingen, sowie – seltener – von Muqarnas-Formen aus der maurischen bzw. der Mudejar-Kunst zu nennen. Auch  Figuren und vor allem Wappenschilde waren beliebt. Besonders markant sind die persönlichen Wappen- bzw. Namenssymbole von Joch (yugo) für Ysabella und Pfeilbündel (flechas) für Fernando.
Die Anspielungen auf die klassische Antike in Spanien sind kaum mehr als literarische Elemente, anders als in Italien, wo die Präsenz römischer Bauten viel größer war und die Gotik auf eine Weise an den einheimischen klassizistischen Geschmack angepasst wurde. Bis in die 1530er Jahre und noch später in der spanischen Architektur hat sich die Renaissance der Gotik nicht durchgesetzt. Lo Romano war der Renaissance-Stil, klassisch, emotional, bombastisch und italienisch. Die Moderne war für sie die Gotik, die strukturell rational, pragmatisch und effektiv war, ein typisch spanischer Stil.
Der Isabellinische Stil kennt keine eindeutige Hierarchie der Bauteile, der einzelnen Ornamentfelder oder der dargestellten Figuren. Große Flächen (vor allem an Portalfassaden) werden – ähnlich der maurischen Kunst – in Horror-Vacui-Manier mit Dekorelementen überzogen. Danebenliegende Wandflächen bleiben hingegen vollkommen schmucklos.
Ähnliche Fassadengestaltungen und Dekorauffassungen finden sich gut zwei Jahrhunderte später in der Kunstauffassung des churrigueresken Stils und des Kolonialbarock (vgl. Santa Prisca (Taxco), San Francisco Javier (Tepotzotlán), Il Sagrario (Mexiko-Stadt)).

## Bedeutende Bauten
- Kloster San Juan de los Reyes, Toledo
- Capilla Real, Granada
- Fassade der Kirche El Sagrario, Málaga
- Fassade des Colegio de San Gregorio, Valladolid
- Fassade der Kirche San Pablo (Valladolid)
- Kloster San Jerónimo el Real, Madrid
- Fassade des Klosters Santo Tomás (Ávila)
- Cartuja de Miraflores, Burgos
- Palacio del Infantado, Guadalajara
- Fassade des Palacio de Jabalquinto (Baeza)
- Fassade der Kirche von Santa María la Real (Aranda de Duero)
- Kreuzgang der Kathedrale, El Burgo de Osma
- Kreuzgang des Klosters San Salvador (Oña)

## Bedeutende Architekten
- Juan Guas
- Egas Cueman
- Enrique Egas
- Simon von Köln

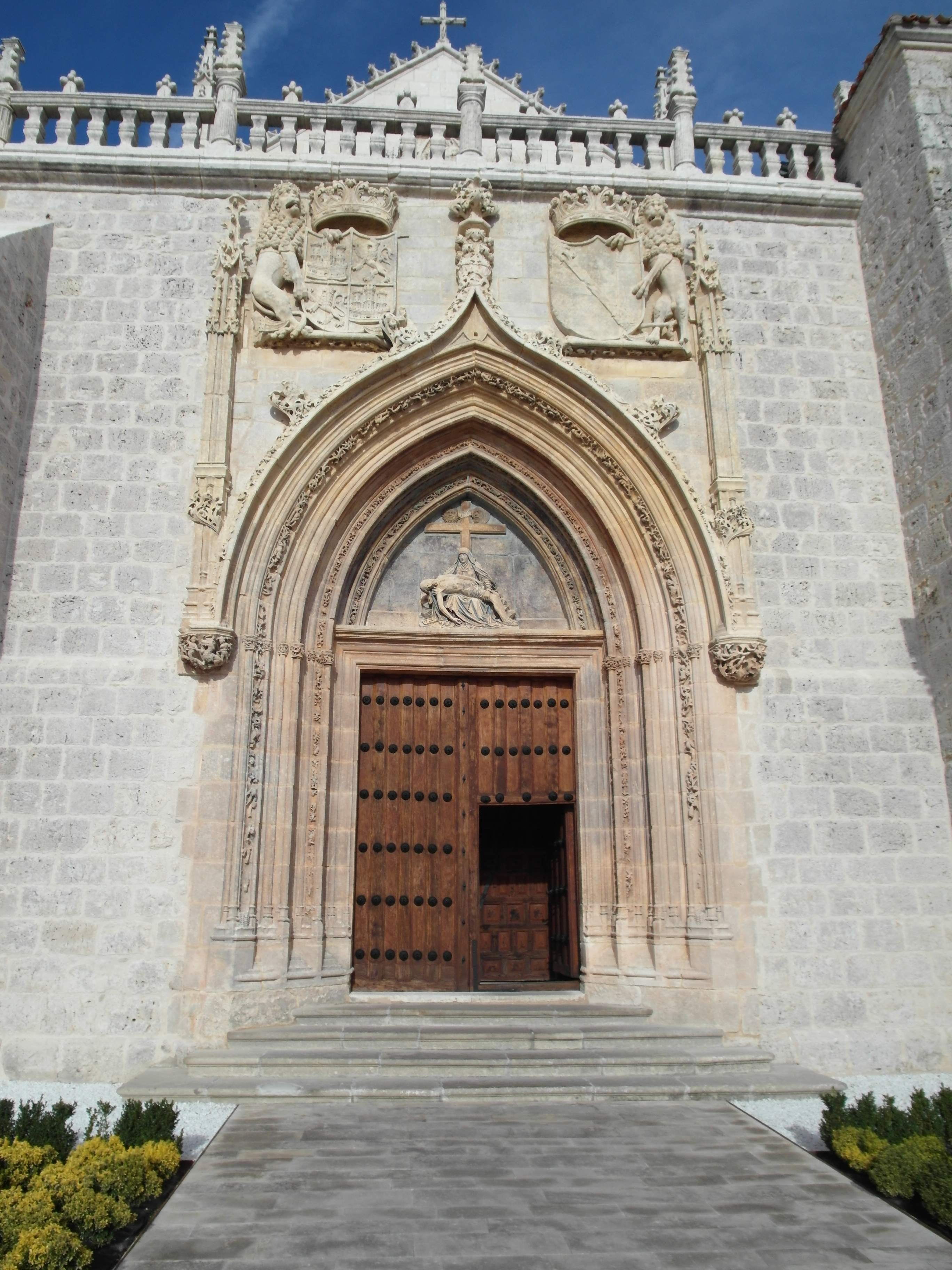
Fassade der Cartuja de Miraflores, Burgos
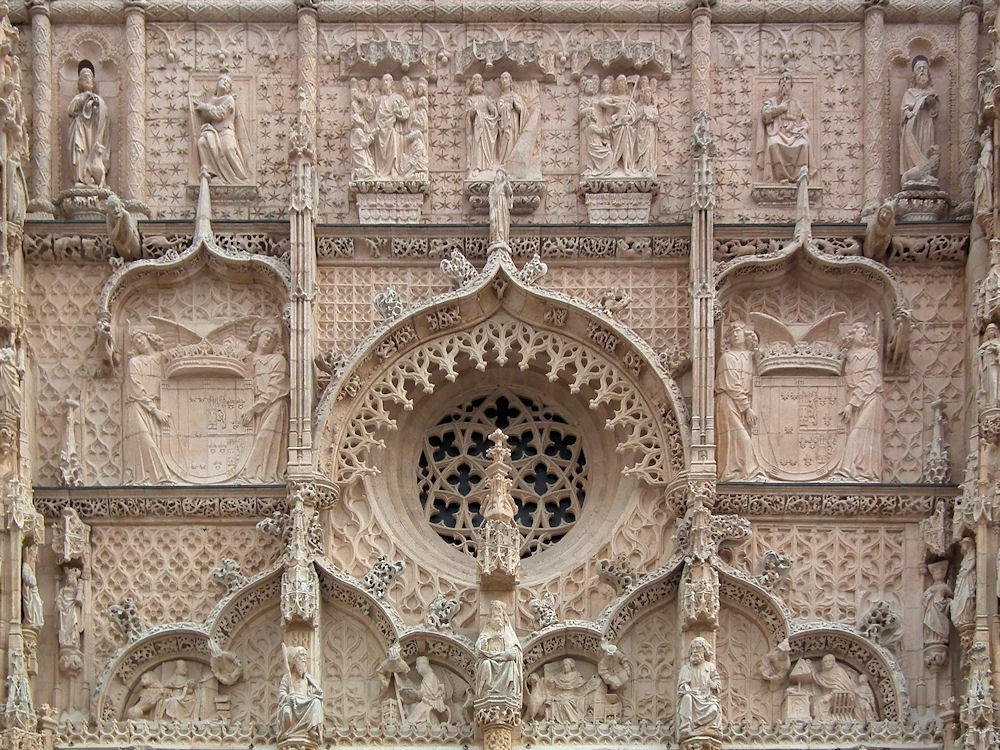
San Pablo, Valladolid
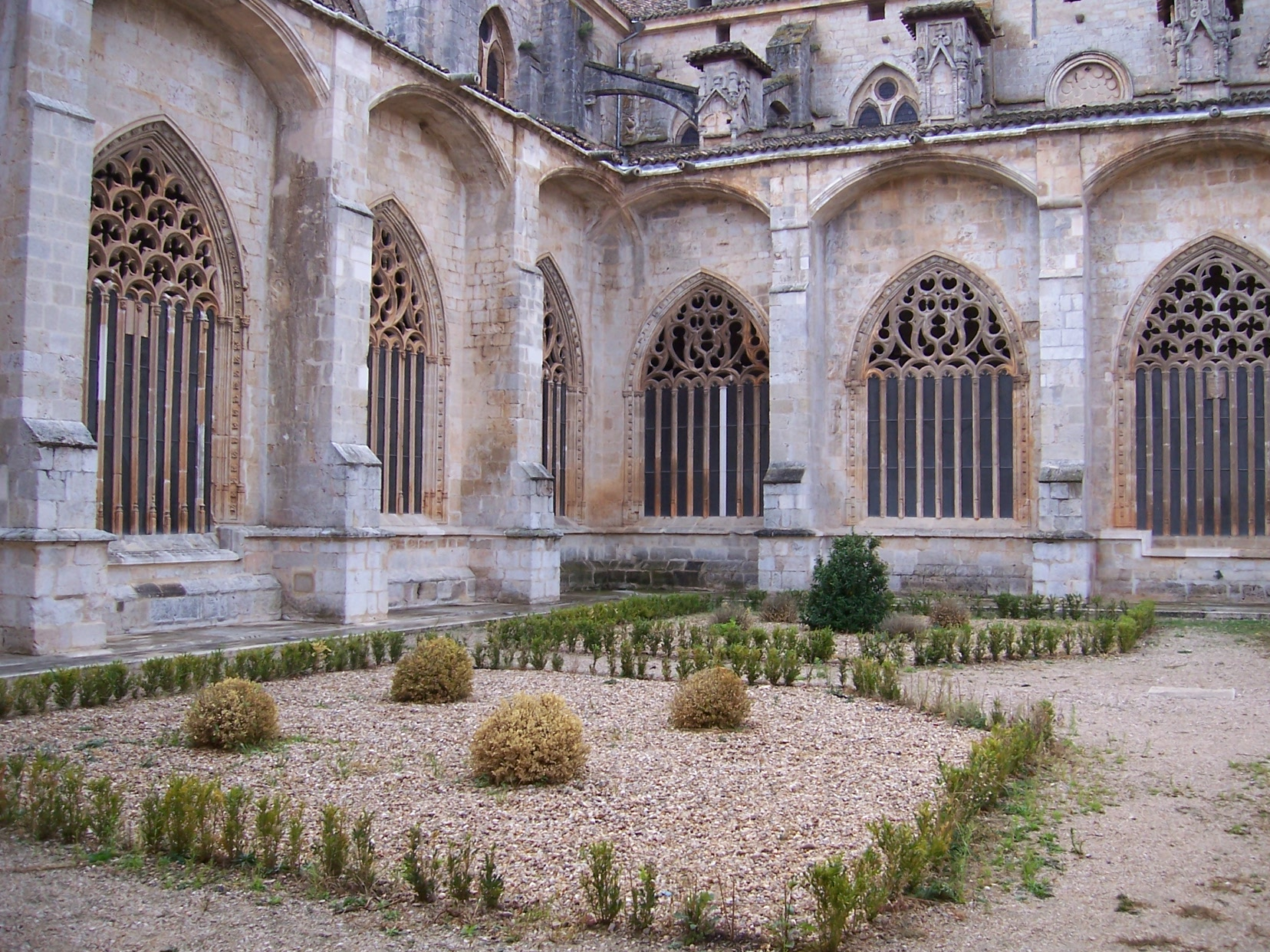
Kreuzgang der Kathedrale, El Burgo de Osma
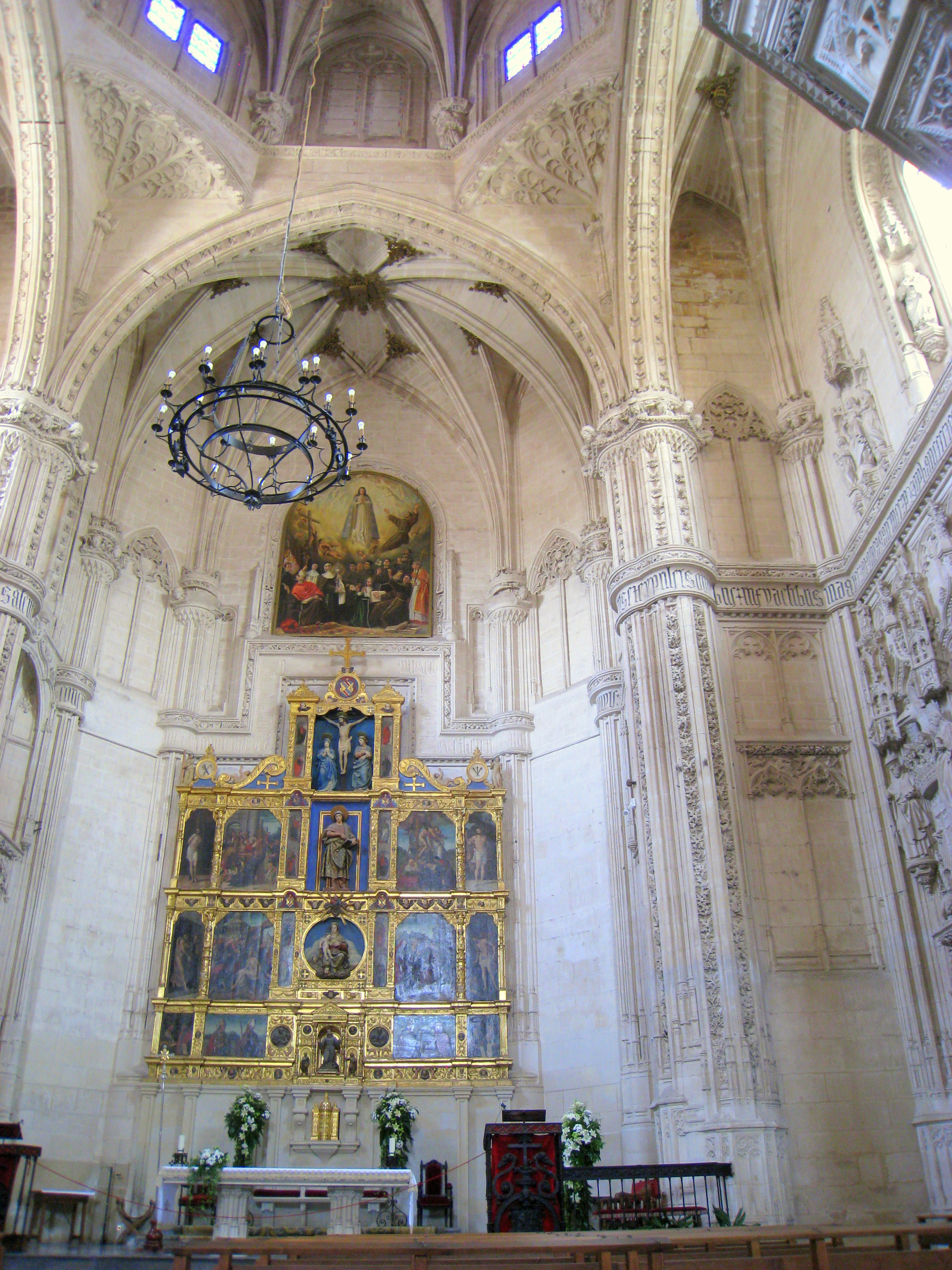
Inneres der Klosterkirche von San Juan de los Reyes, Toledo
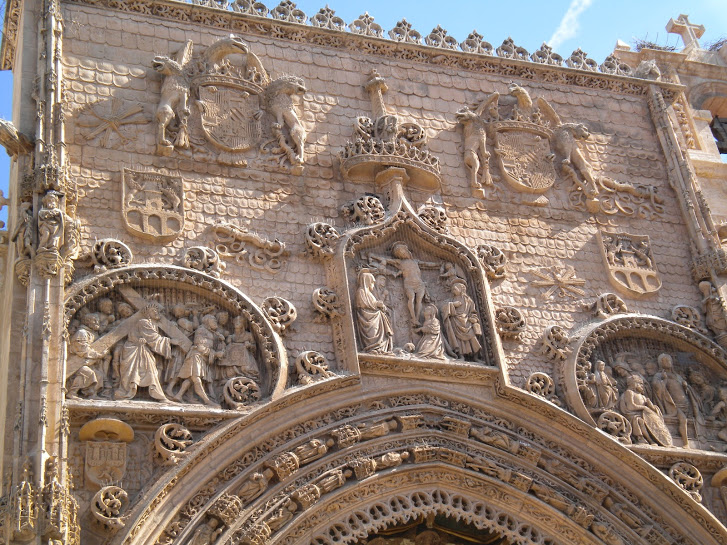
Fassade der Kirche Santa María la Real, Aranda de Duero
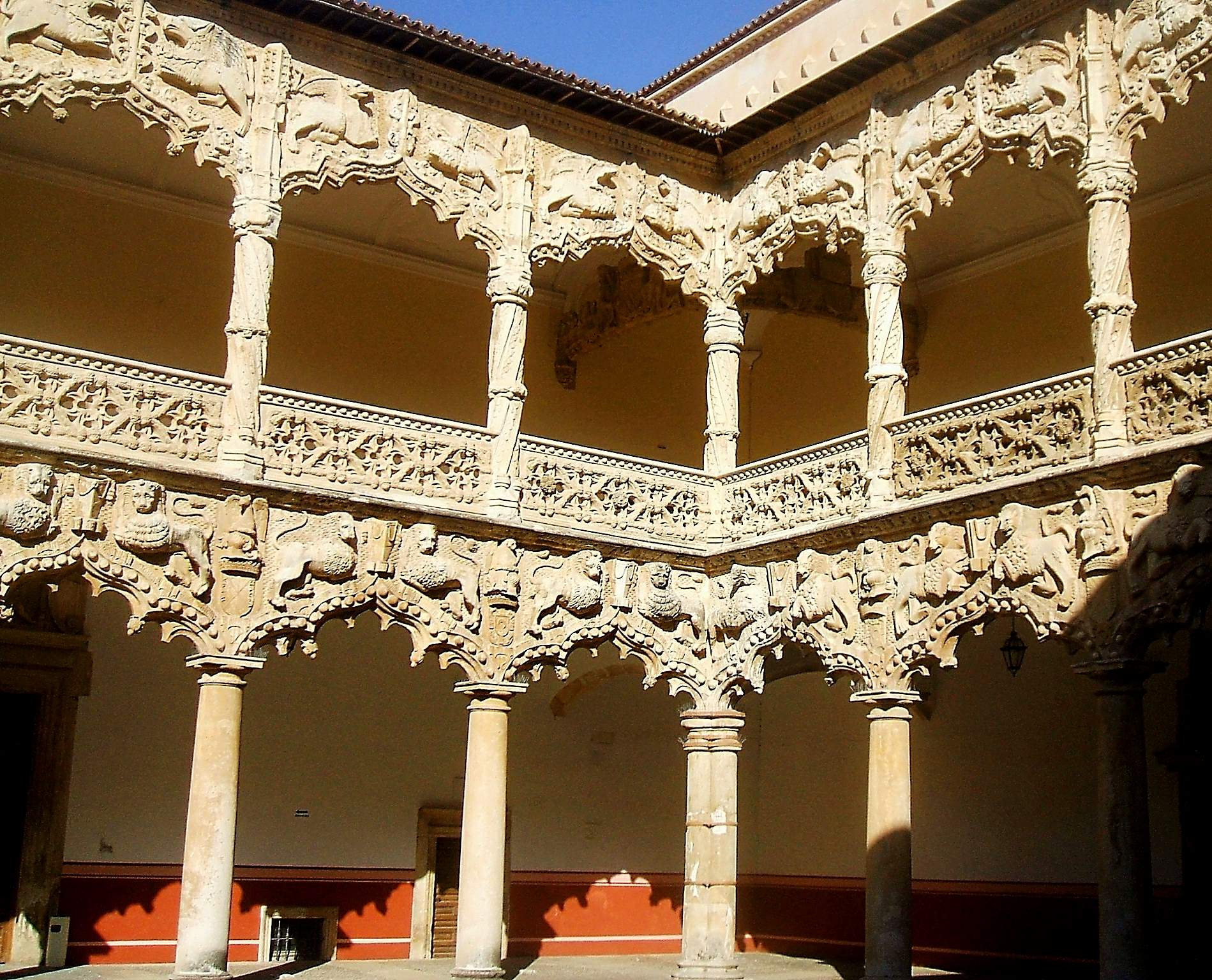
Innenhof des Palacio del Infantado, Guadalajara